# Kiss Arnold
Kiss Arnold, születési nevén Klein Adolf (Ungvár, 1869. november 2. – Budapest, 1940. november 14.) magyar főrabbi, műfordító, költő, író.

## Életpályája
Apja Klein Mór, nagybecskereki rabbi. A gimnázium alsó négy osztályát Nagybecskereken, a felsőbbeket Budapesten az Országos Rabbiképző Intézetben végezte. Beiratkozott ugyanezen intézet felsőbb teológiai szakosztályába és egyszersmind a budapesti egyetemen bölcseletet hallgatott, ahol 1893-ban doktorrá, 1894-ben pedig az országos rabbiképző intézetben pappá avatták. Azon év márciusában a zsolnai izraelita hitközség főrabbijának választotta, ahol 1896 augusztusáig maradt, amikor a veszprémi hitközség választotta meg. 1901-ben a budai hitközség főrabbija lett. Az Országos Rabbiképző Intézetben a héber irodalmat tanította.

## Művei
- Sámuel Hallevi Hannagid Ibn Nagdela élete és munkái. Budapest, 1893.
- Emlékbeszéd Kossuth Lajos fölött. Budapest, 1894.
- Beigtatási beszéd. Veszprém, 1896.
- Sófárhangok. (Egyházi szónoklat.) Uo. 1896.
- Mirjam. Imádságos könyv nők számára. Veszprém, 1897.
- Két hajó. Uo. 1897. (Ujévi beszéd).
- Mene, Tekel, Ufarszin. Uo. 1897.
- Egyházi beszédek és ünnepi beszédek gyűjteménye.
- A pap hárfája (versek, Budapest, 1904)
- Ifjak és öregek (elbeszélés, Budapest, 1909)
- Köd és napsugár (Budapest, 1911)
- Álom és valóság. emlékezések (Budapest, 1913)
- A háboru legendái (Budapest, 1916)
- Elborult csillagok alatt. Ujabb költemények 1919-1922 (Budapest, 1922)
- A héber költészet (Budapest, 1924)
- Kiss József élete és művei (Budapest, 1927)
- Petőfi Sándor (Budapest, 1925)
- A fekete Horovitz és más elbeszélések (Budapest, 1931)
- Az őszi haraszt muzsikál (Budapest, 1932)
- Örök láng (versek, Budapest, 1934)
- Mirjam. Imádságok zsidó nők számára.